# دلتا¹ شلیاق
دلتا¹ شلیاق یک ستاره است که در صورت فلکی شلیاق قرار دارد.